# Liste des ponts de Bellegarde-sur-Valserine

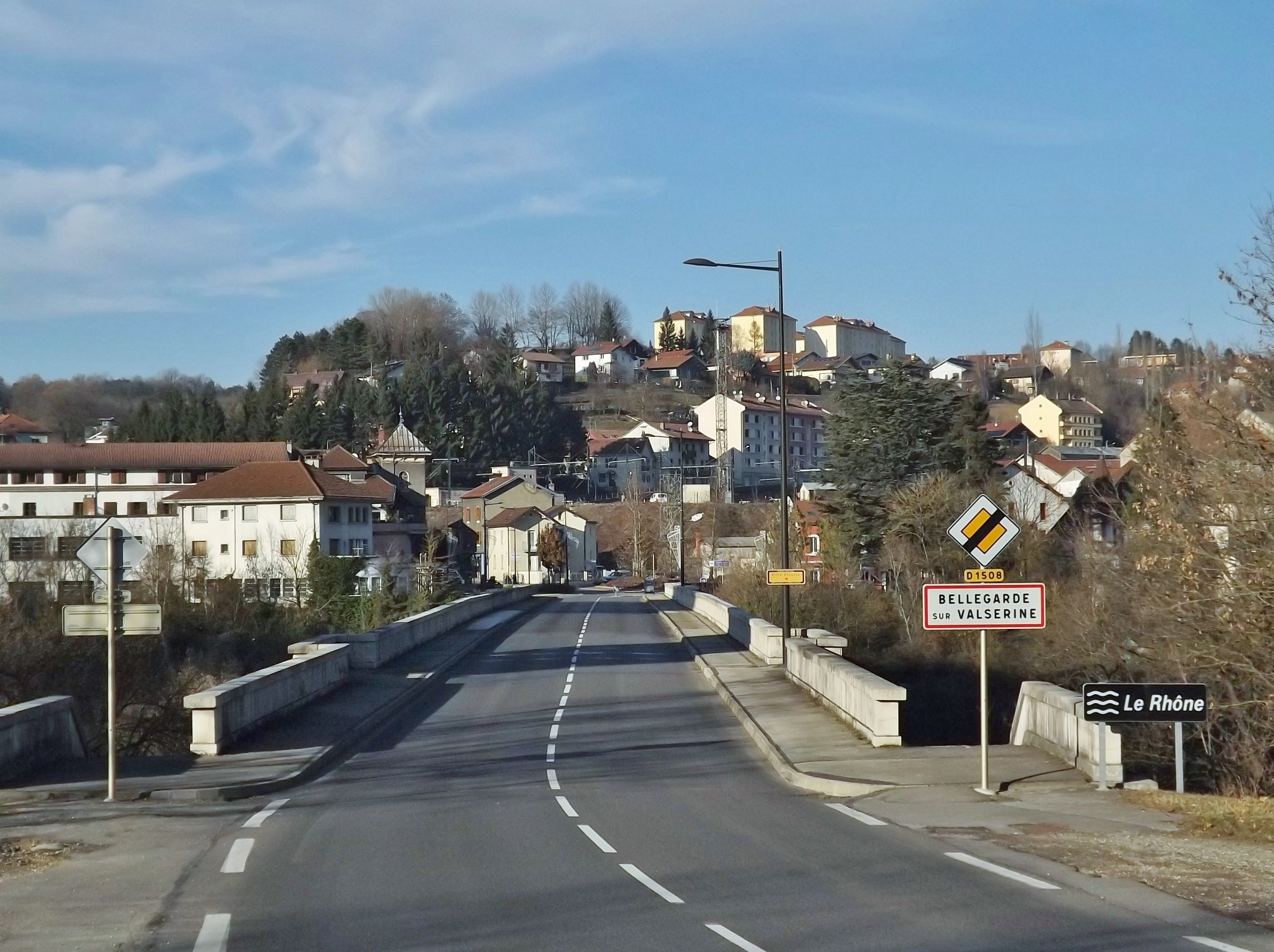
Entrée à Bellegarde-sur-Valserine par le pont de Savoie sur le Rhône.

La liste des ponts de Bellegarde-sur-Valserine dresse la liste des ponts, en particulier ceux franchissant  le Rhône ou  la Valserine (ordonnés d'amont en aval), situés à Bellegarde-sur-Valserine, commune déléguée de Valserhône dans l'Ain.

## Franchissement du Rhône

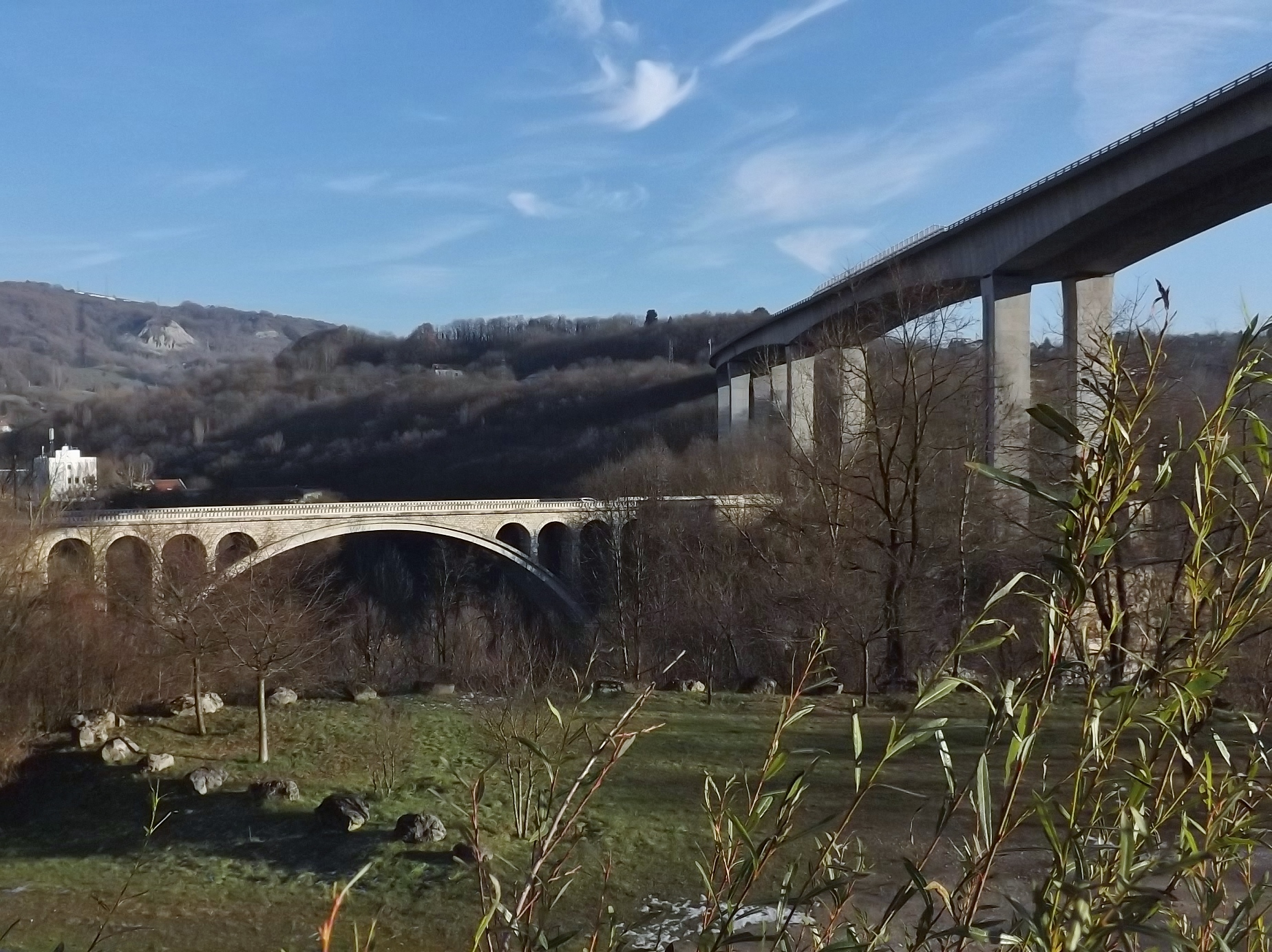
Vue du pont de Savoie et du viaduc de Bellegarde-sur-Valserine.

### Ain / Haute-Savoie
- Pont de Savoie[1] (ou pont-route de Bellegarde) de la RD 1508, 46° 06′ 15″ N, 5° 49′ 15″ E.
- Viaduc de Bellegarde-sur-Valserine[2] de l'autoroute A40 (km 97), 46° 06′ 13″ N, 5° 49′ 10″ E.

### Anciens ponts
- La passerelle d'Arlod qui reliait jusqu'en 1948 les villages d'Essertoux (hameau d'Éloise en Haute-Savoie) et d’Arlod (hameau de Bellegarde-sur-Valserine). Elle fut immergée par la mise en eau du barrage de Génissiat[3].

## Franchissement de la Valserine

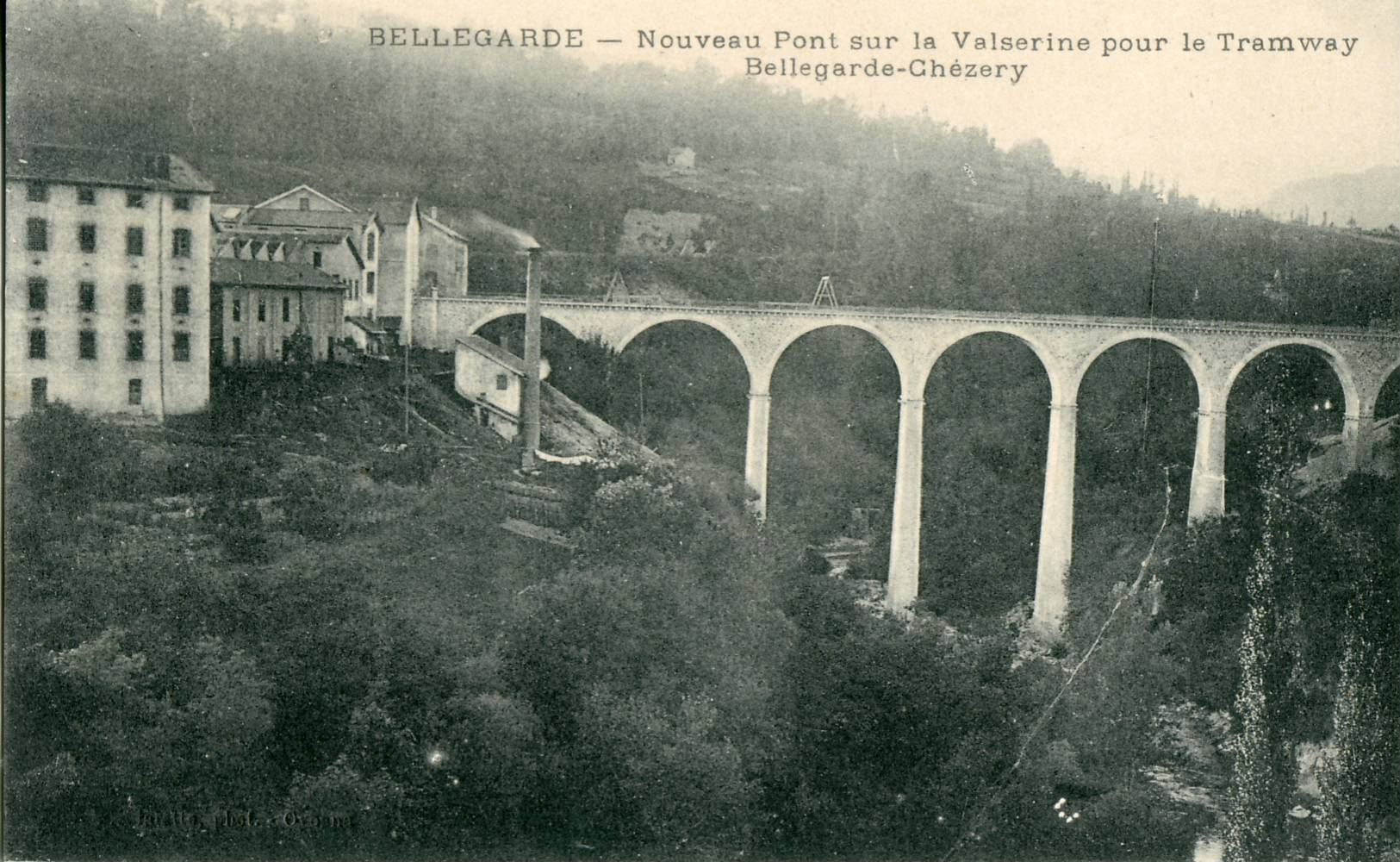
Le pont du tram en 1912.

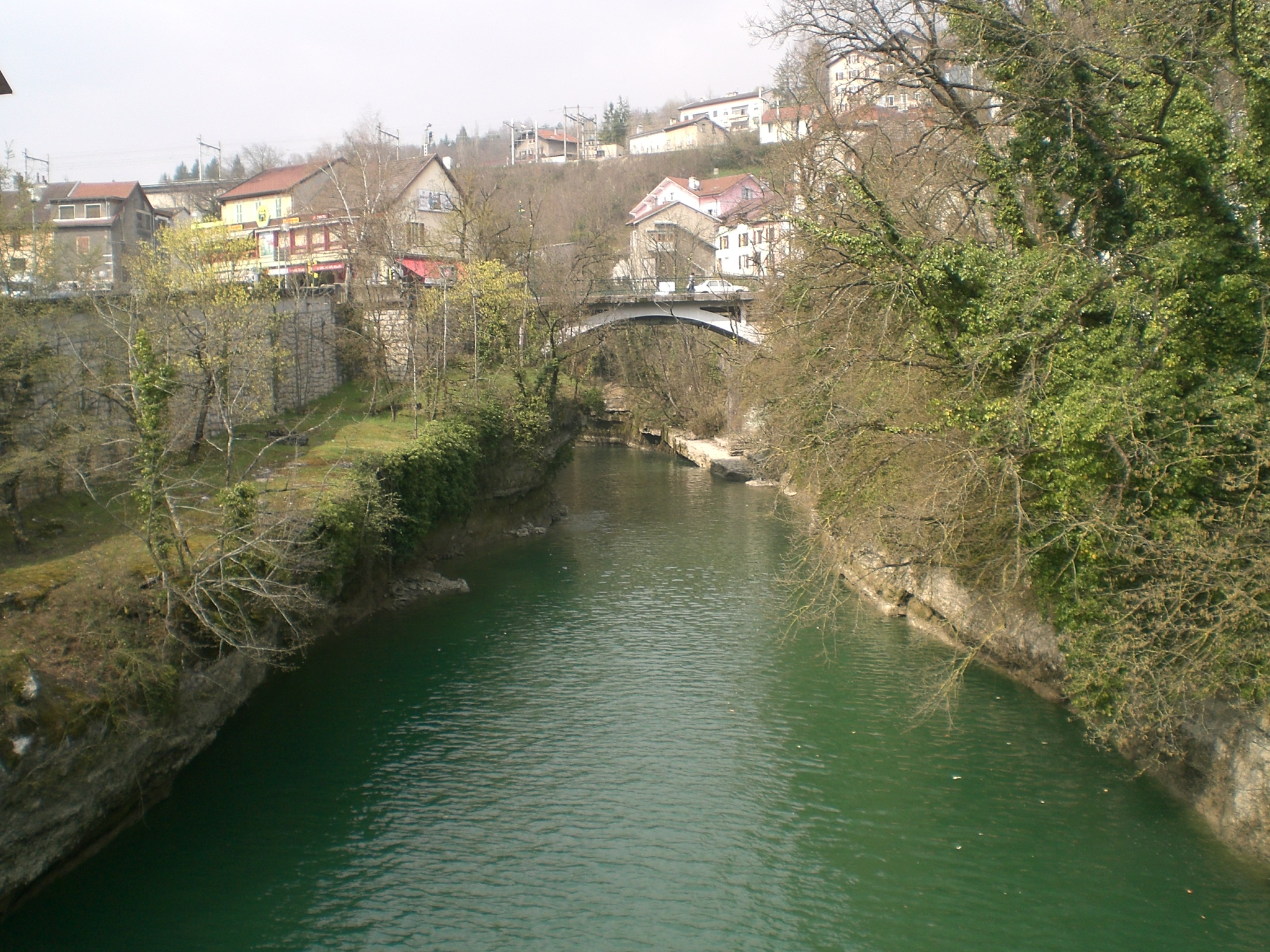
Pont de Coupy de la RD 1206.

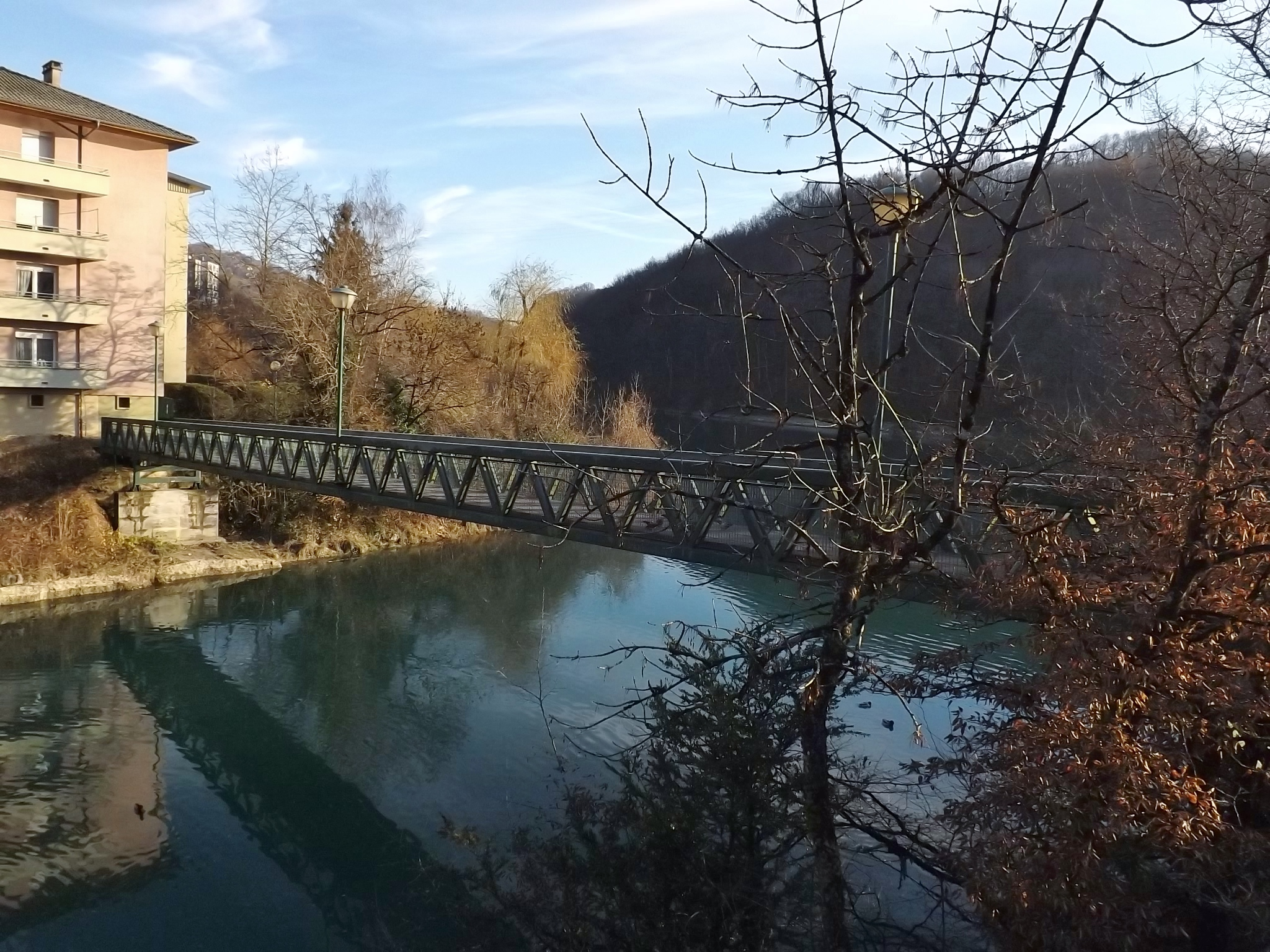
Dernière passerelle sur la Valserine.

- Pont des Oules, aux pertes de la Valserine, 46° 07′ 24″ N, 5° 49′ 15″ E.
- Passerelle piétonne de Metral, 46° 07′ 11″ N, 5° 49′ 33″ E.
- Passerelle piétonne du moulin Convert, 46° 06′ 56″ N, 5° 49′ 26″ E.
- Pont du tram[4] (ou viaduc de Bellegarde ou pont de la Valserine). Originellement dédié au tram de Bellegarde à Chézery (jusqu'en 1937), il est à présent pont routier de la RD 991, 46° 06′ 53″ N, 5° 49′ 30″ E.
- Viaduc de la Valserine[5] (ou viaduc de Bellegarde), pont ferroviaire de la ligne de Lyon-Perrache à Genève (frontière), 46° 06′ 36″ N, 5° 49′ 44″ E.
- Pont de Coupy, sur la RD 1206 (rue Joseph-Marion), 46° 06′ 30″ N, 5° 49′ 48″ E.

## Autres ponts
- Pont des Lades est un ouvrage ferroviaire créé en 1858 pour la ligne Lyon-Genève. À l'origine il enjambait le ruisseau "des Lades" qui depuis a été busé sur 220 mètres de long [6] pour permettre le passage de la RD 101[7], sous l'ouvrage SNCF.

- Pont du Nambin, sur la RD 16.